# Daihatsu Copen
El Daihatsu Copen (ダイハツ・コペン, Daihatsu Kopen), també anomenat Kopen, és un kei car esportiu de la marca d'automòbils japonesa Daihatsu. El Copen compta amb dues generacions, la primera comercialitzada entre el 2002 i el 2012 i la segona, que es produeix des de 2014. Abans d'aquest model, l'únic kei car descapotable havia estat el Leeza Spider, produït des de 1991 a 1993. Des de 2019 Toyota comercialitza una versió esportiva preparada del Copena anomenada Copen GR Sport.

## Primera generació (2002-2012)

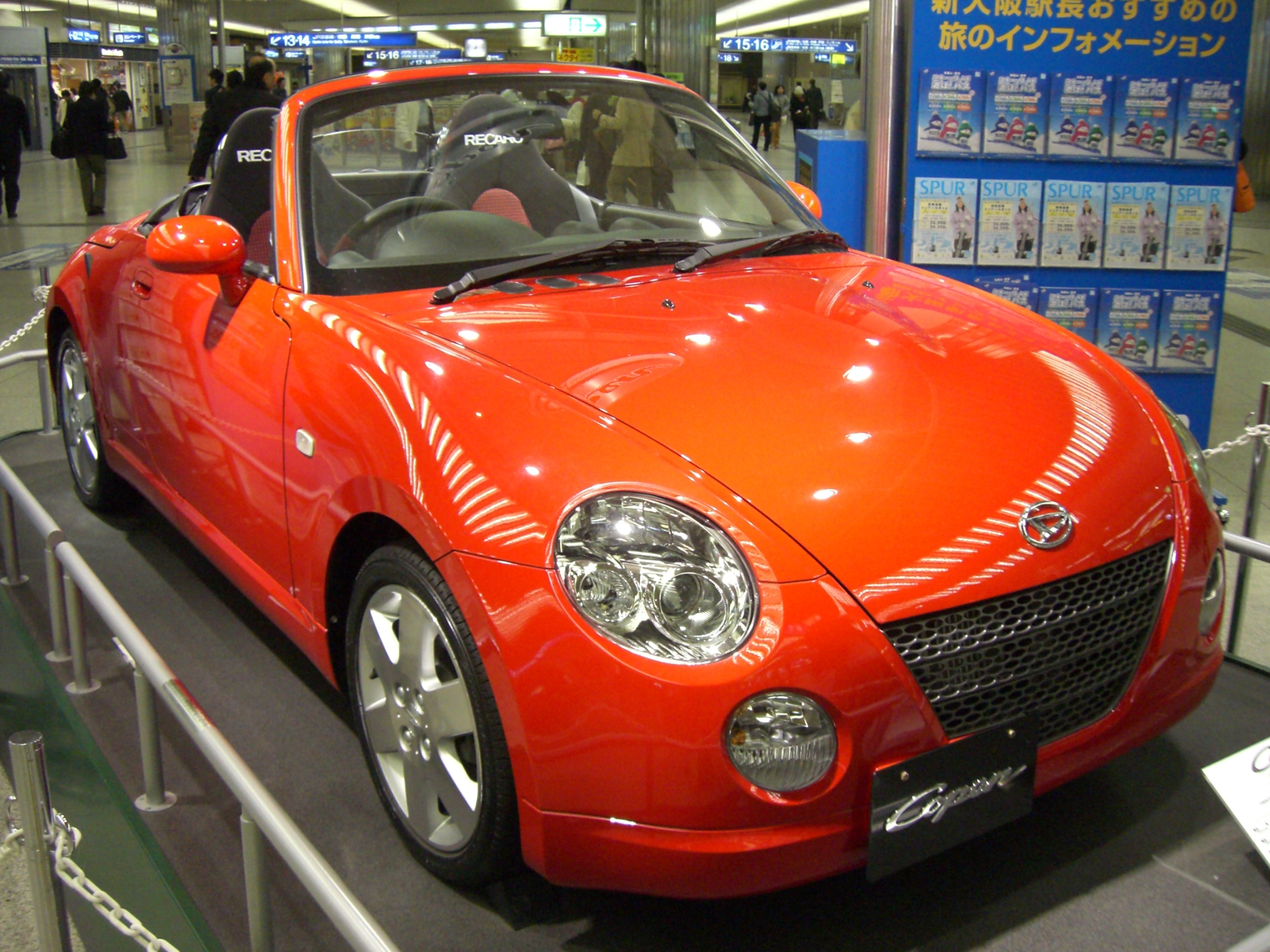
Copen convertible

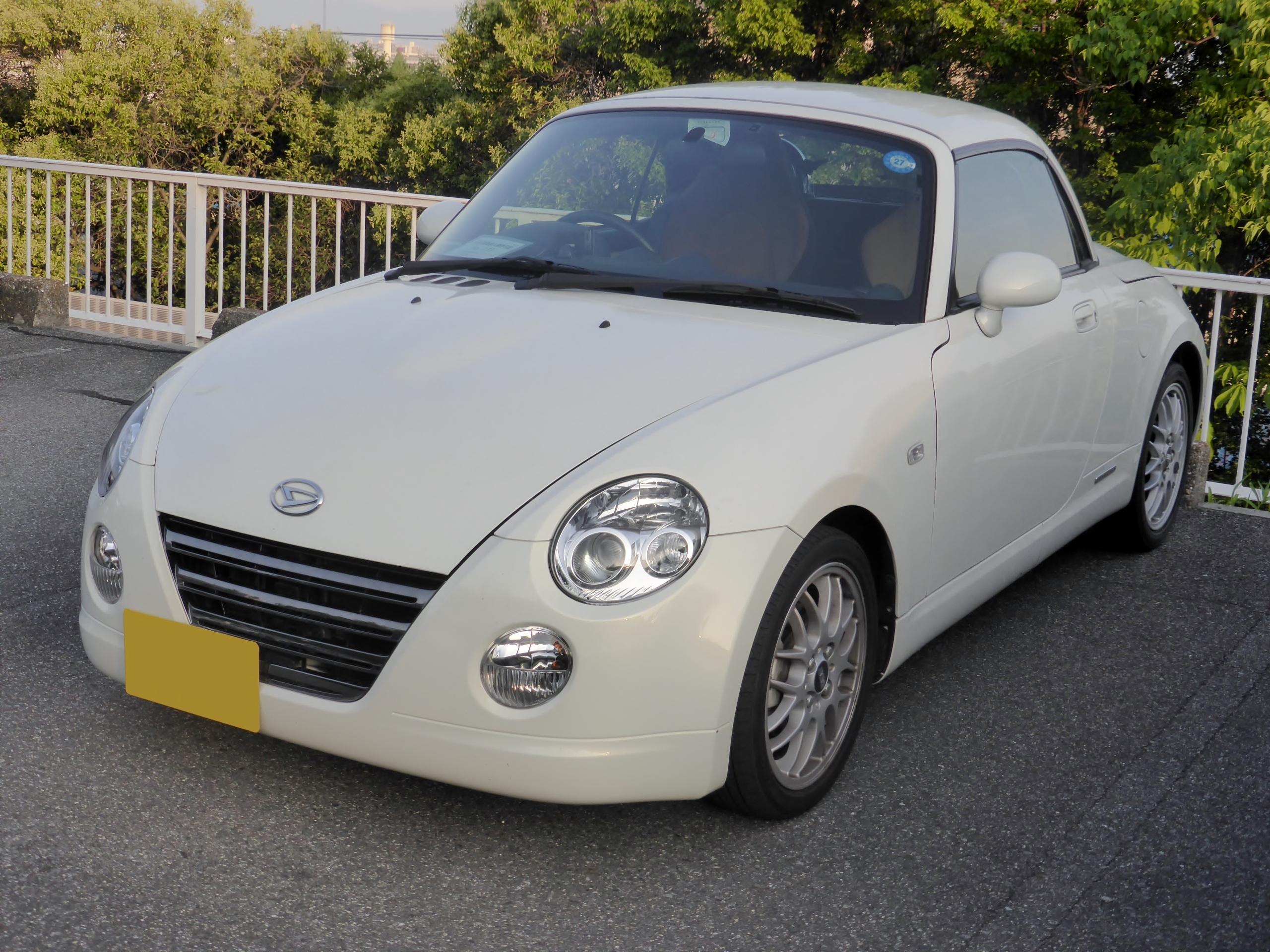
Copen Coupé

Al Saló de l'Automòbil de Tòquio de 1999 Daihatsu presentà el seu concept car Kopen, en el que es basaria per a produir el Copen de 2002. La versió japonesa comptava amb una motorització de 660 centímetres cúbics i quatre cilindres amb turbocompressor i una transmissió manual de cinc velocitats o automàtica de quatre, mentre que només estava disponible amb tracció davantera. La producció de la primera generació del Copen va finalitzar l'agost de 2012 amb la versió final "10th Anniversary Edition". Aquesta edició limitada a 500 exemplars duia un equipament més luxós amb detalls distintius del 10è aniversari del model.

### Exportació

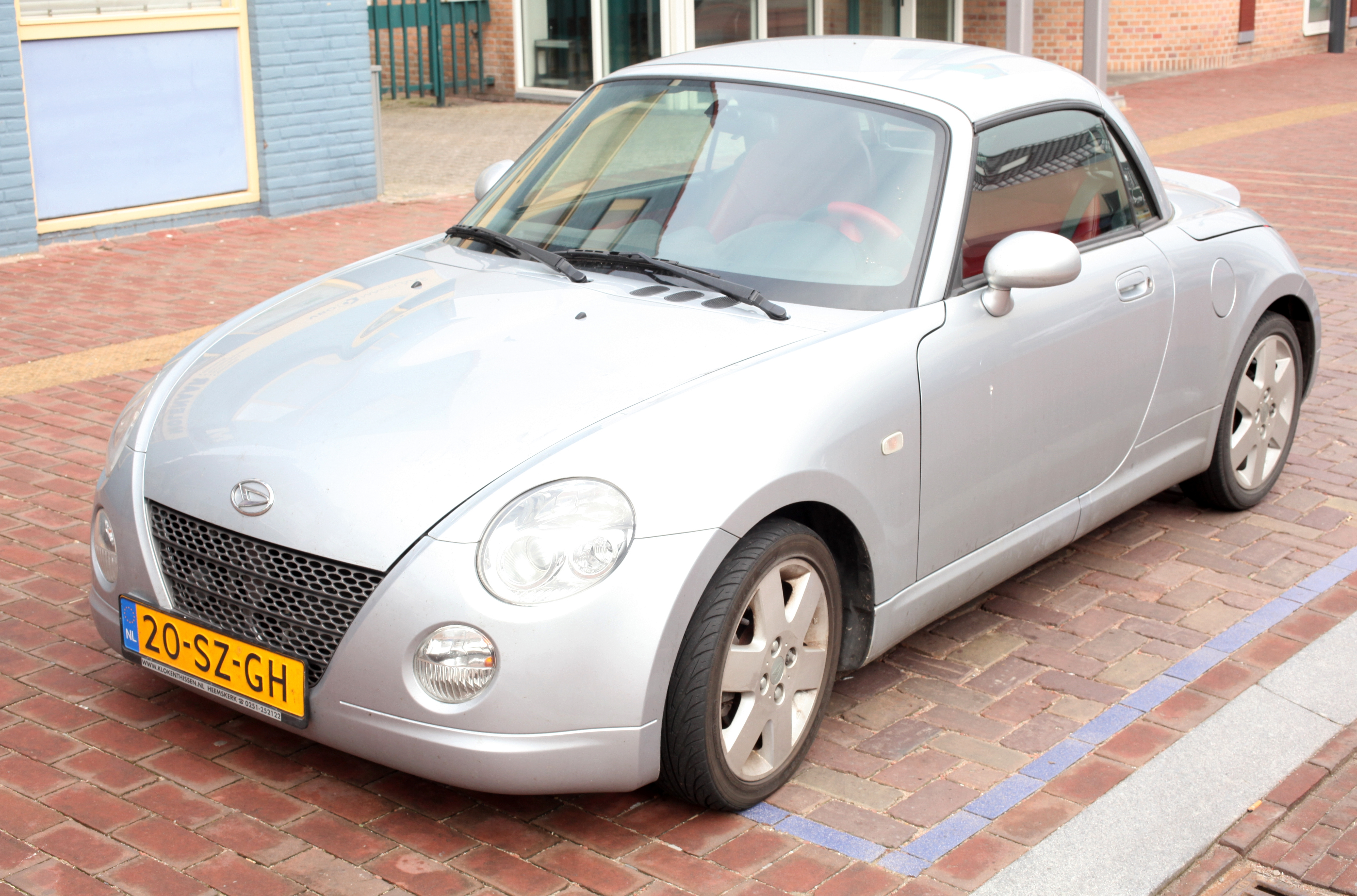
Copen neerlandès

El Copen fou inicialment comercialitzat a l'Alemanya i alguns països d'Europa directe des del Japó, amb el volant a la dreta i equipat amb el motor Kei de 660 centímetres cúbics, poc freqüent a Europa, des de 2003 fins al 2005. En resposta a les bones vendes, Daihatsu es va decidir a presentar al Saló de l'Automòbil de Frankfurt de 2005 una versió del Copen per a Europa amb el volant a l'esquerra i que equiparia un motor 1,3 cc atmosfèric més potent, conforme el costum europeu. Aquesta nova versió europea va contribuir al relatiu èxit del cotxe a Centreeuropa. El 13 de gener de 2011, Daihatsu va anunciar que aquell mateix any retirarien el Copen del mercat europeu a causa del canvi desfavorable del ien a l'euro, que feia molt costosa l'exportació.

## Segona generació (2014-present)

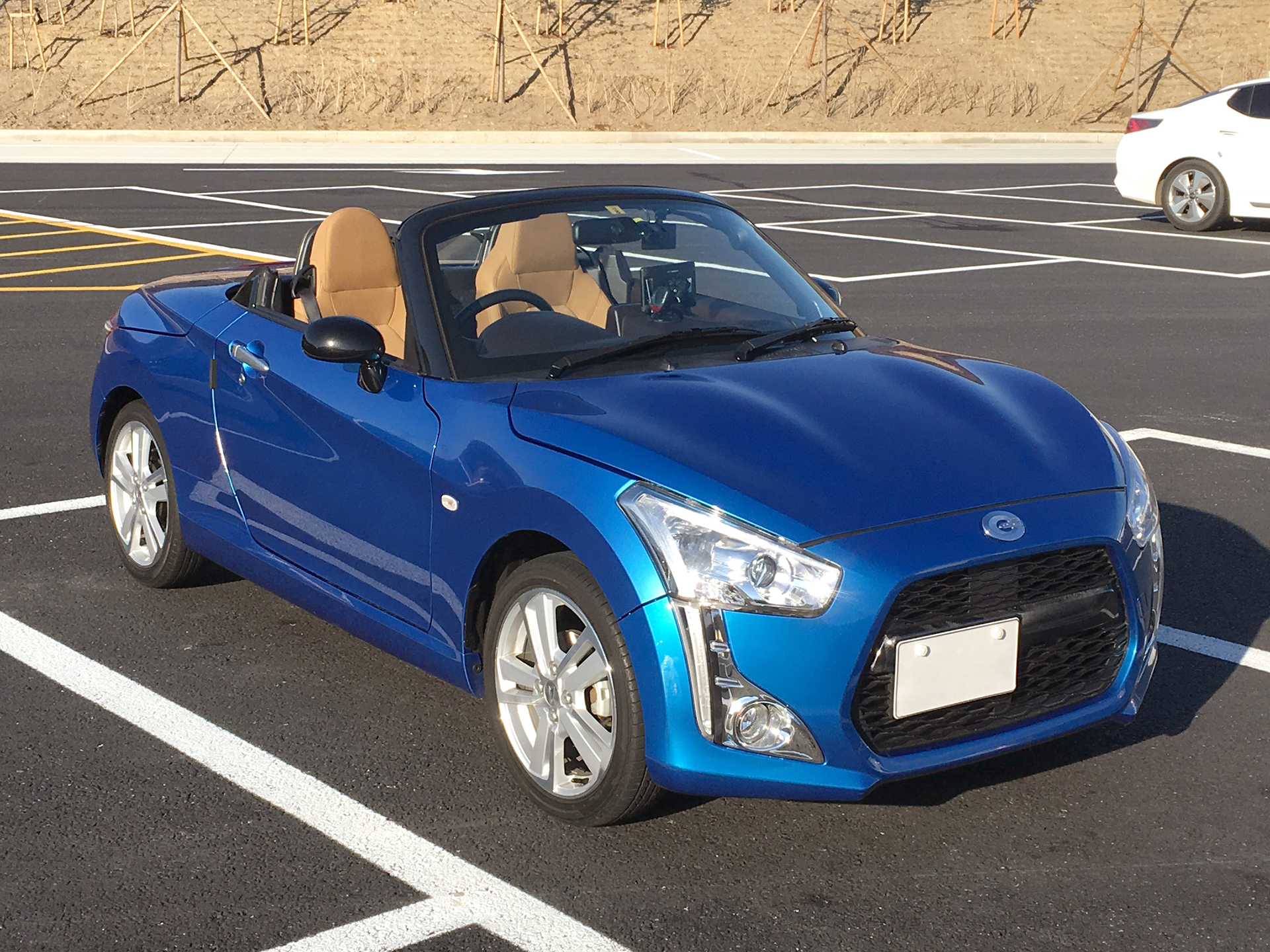
Copen Robe

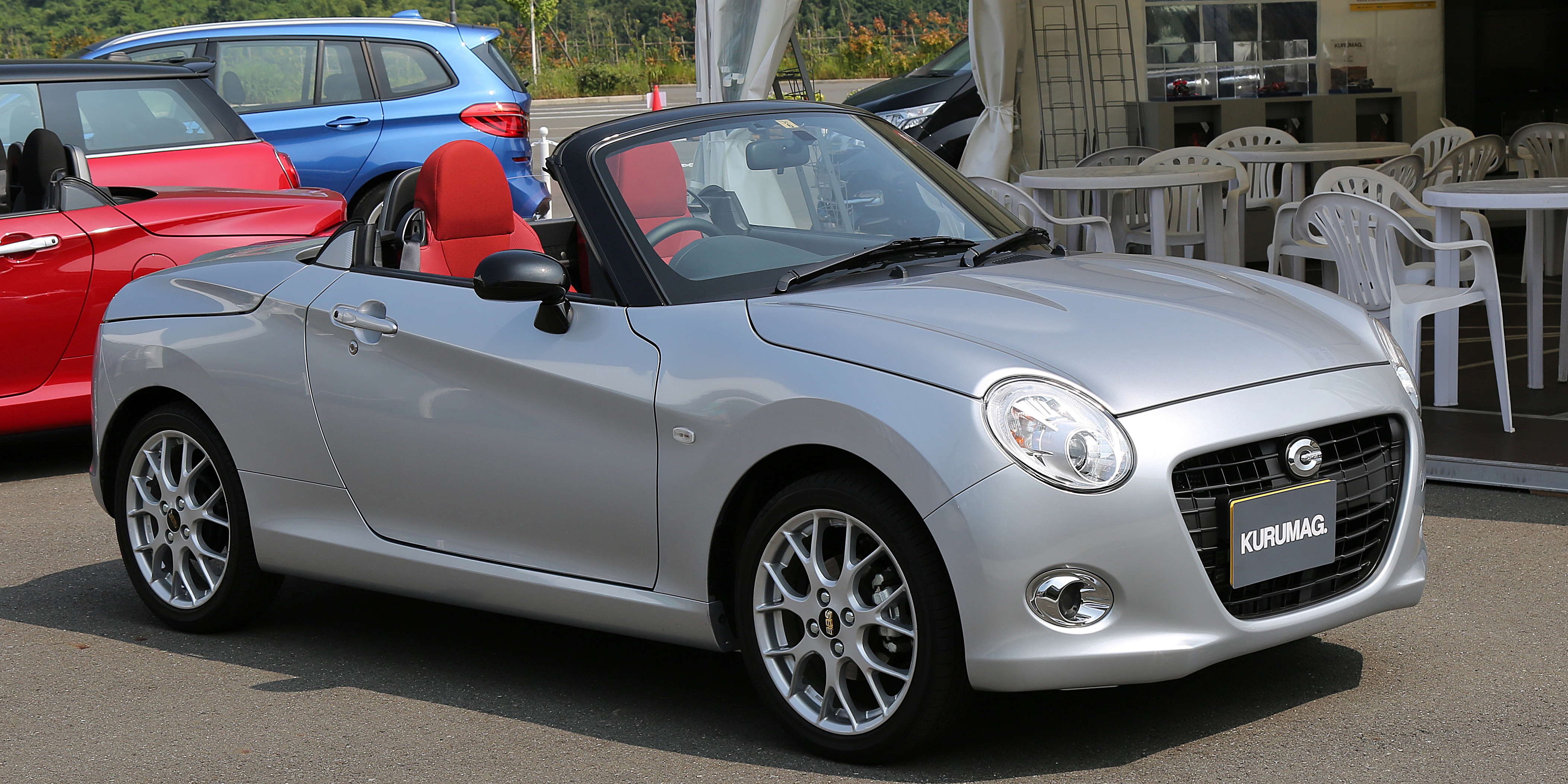
Copen Cero

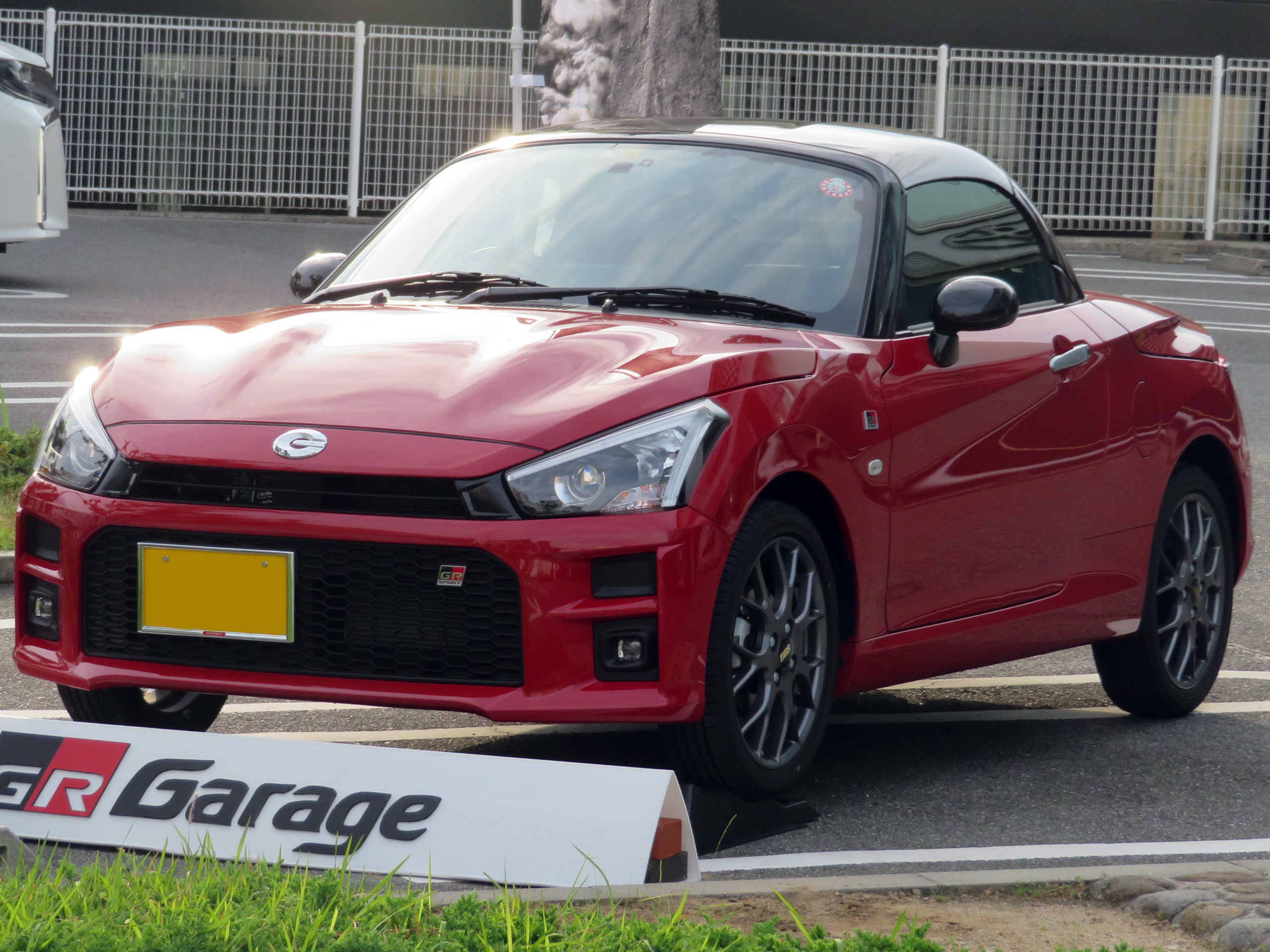
Copen GR Sport

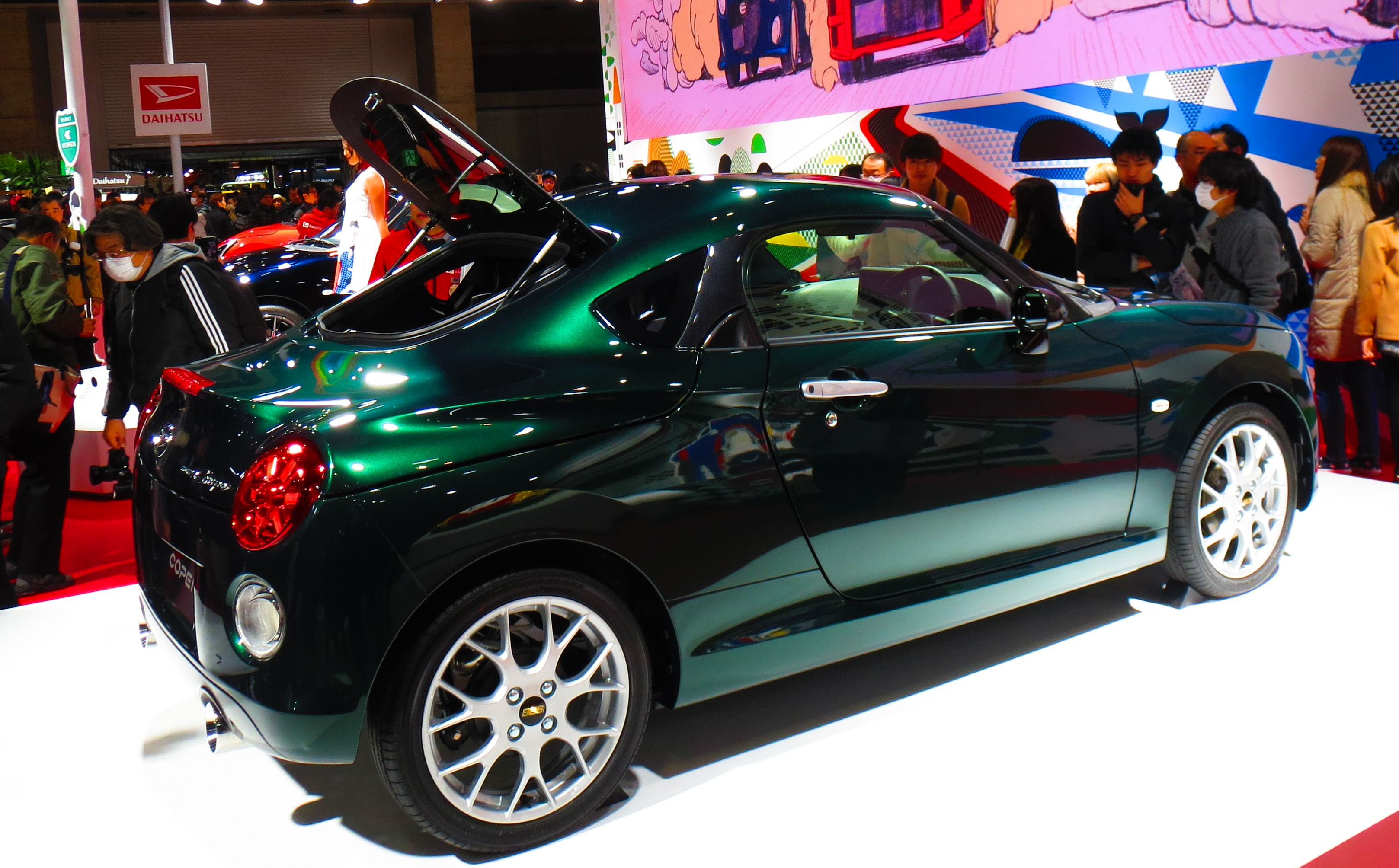
Copen Coupe

El Copen de segona generació es presentà al saló de l'automòbil de Tòquio de 2013, poc després de l'any d'haver-se deixat de produir el Copen de primera generació. El concept car que Daihatsu presentà al saló duia el nom Kopen amb l'afegitó future included. La producció comercial del model va iniciar-se el 19 de juny de 2014. El Copen de segona generació equipa una motorització nova, un tricilíndric de 660 cc amb turbocompressor. En matèria de transmissions, el Copen pot equipar una caixa manual de cinc velocitats o una automàtica CVT de set velocitats.
- Copen Cero

L'any 2015 es presentà el Copen Cero, amb una línia estètica més acord amb el disseny de la primera generació.
- Copen Robe

El Copen Robe és la versió "estàndard" comercialitzada des de l'inici. Entre 2015 i 2019 el Copen Robe fou exportat i comercialitzat al mercat indonesi.
- Copen Coupé

Al Saló de l'Automòbil de Tòquio, Daihatsu presentà el Copen Coupé, una versió amb sostre fixe basada en el Copen Cero. La marca anuncià que només produiria 200 unitats d'aquesta variant coupé per tal de celebrar el 5é aniversari de la segona generació del Copen.
- Copen XPLAY
- Copen GR Sport

El Copen GR (Gazoo Racing) Sport fou llançat al mercat el 15 d'octubre de 2019 i és comercialitzat tant per Daihatsu com per Toyota, qui ha col·laborat a la preparació esportiva d'aquest model especial. El Copen GR compta amb detalls exteriors de caràcter esportiu com les llantes i una suspensió més rígida ideal per als cotxes esportius.